# U-Bahnhof Vila Mariana

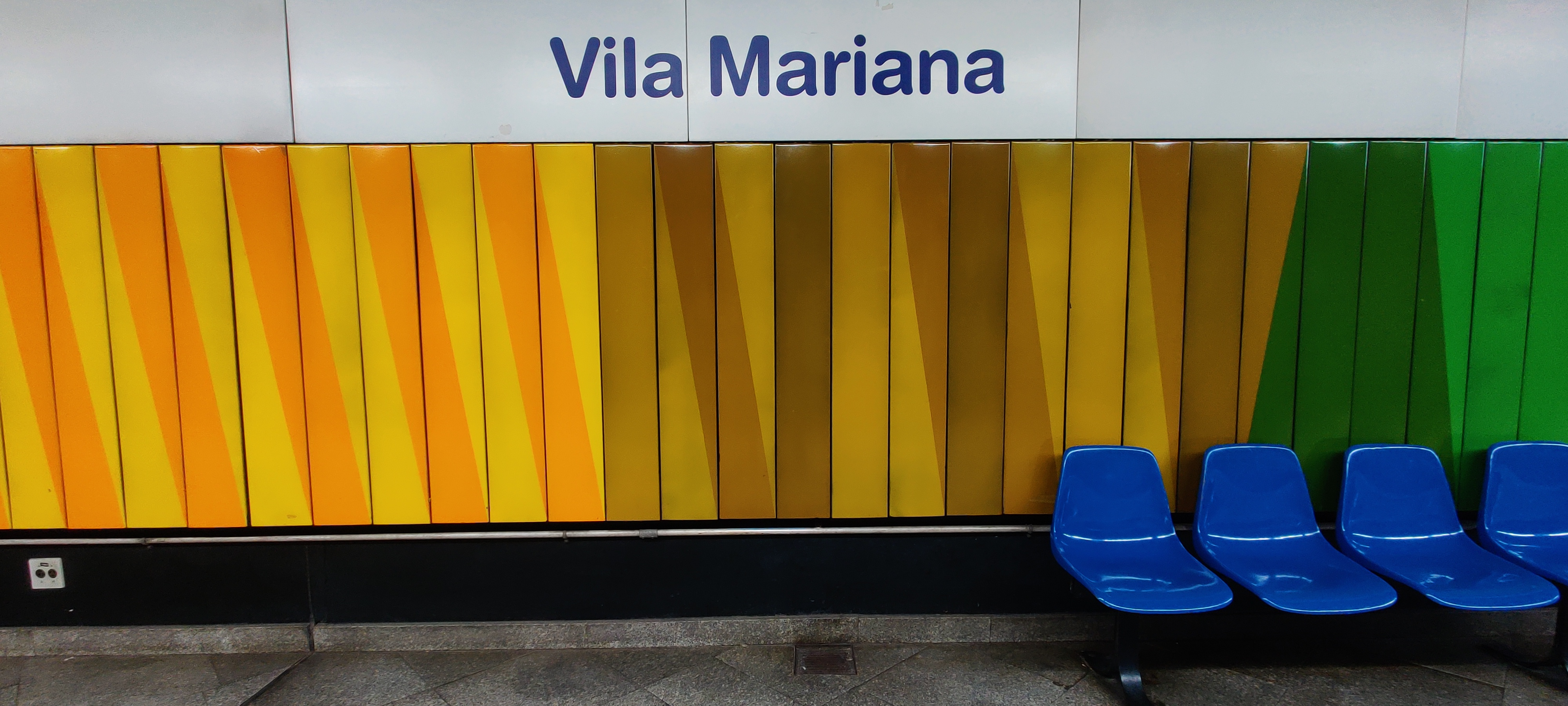
U-Bahnhof Vila Mariana

Vila Mariana ist ein U-Bahnhof der Linha 1-Azul der Metrô São Paulo, des U-Bahn-Netzes der brasilianischen Metropole São Paulo. Der unterirdische Bahnhof befindet sich unterhalb der Avenida Professor Noé Azevedo im gleichnamigen Stadtteil und Distrikt Vila Mariana. Er wurde am 14. September 1974 als Teil der ersten Strecke der Metrô São Paulo eröffnet. Die Nachbarbahnhöfe sind Santa Cruz (in Richtung Süden) und Ana Rosa (in Richtung Norden).

## Geschichte

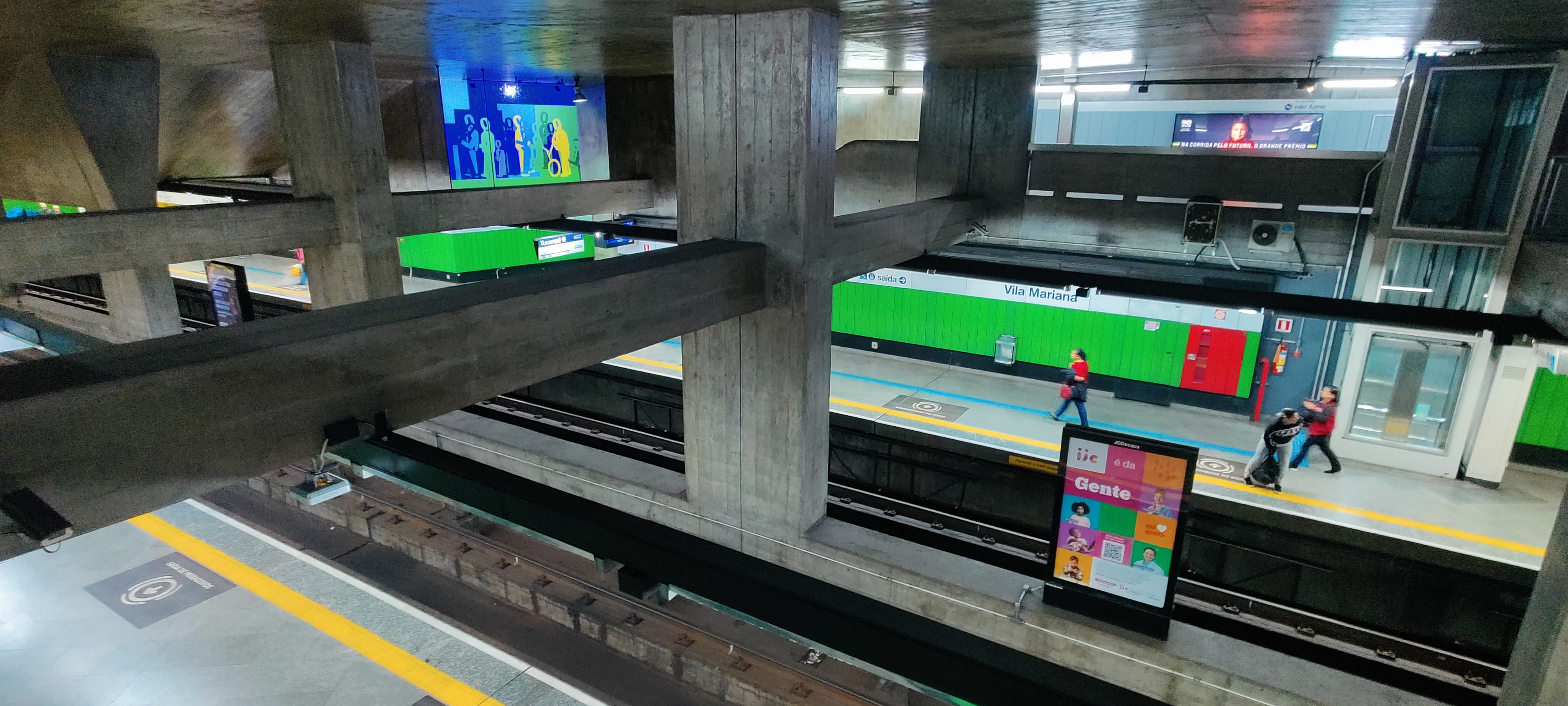
Blick auf die beiden Seitenbahnsteige des U-Bahnhofes

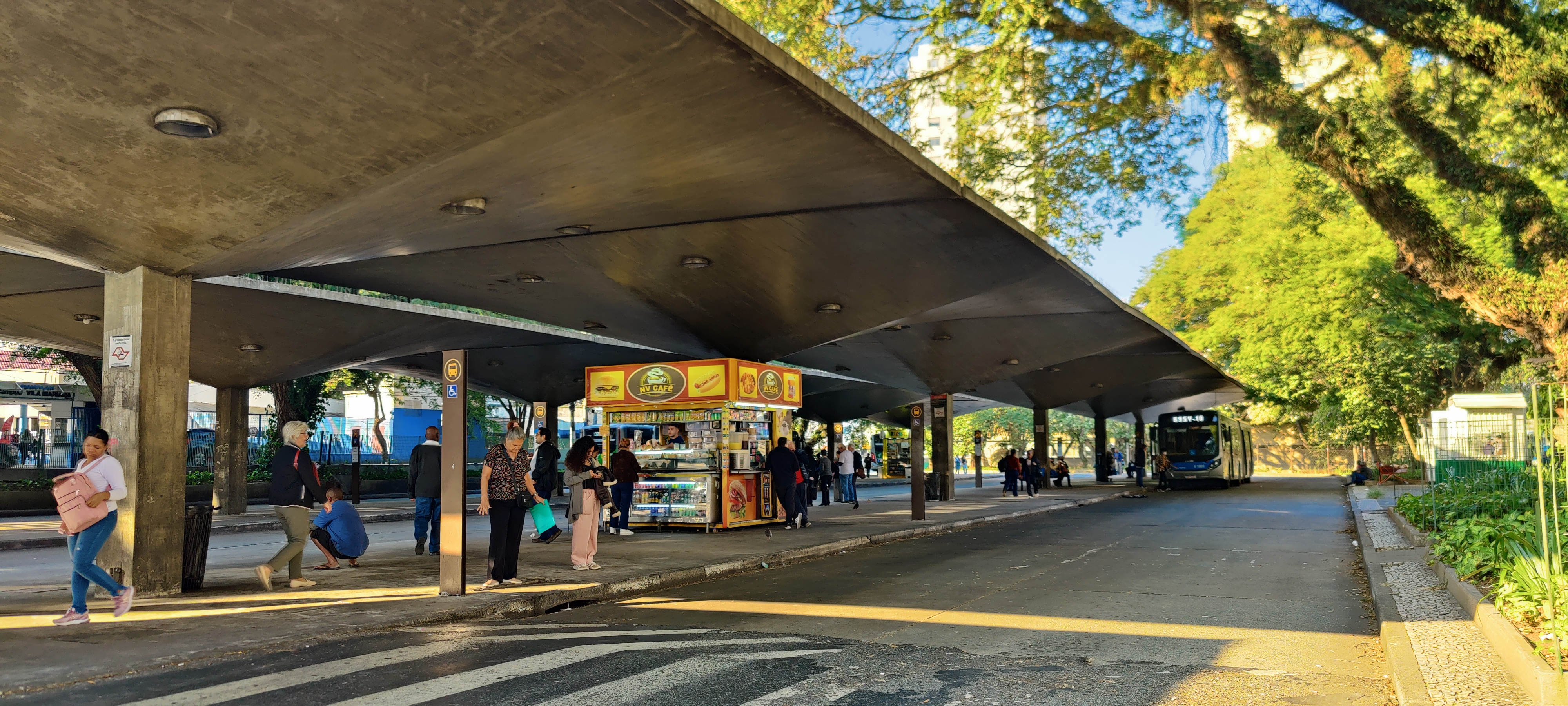
Zusammen mit dem U-Bahnhof wurde auch ein kleiner Busbahnhof für den städtischen Busverkehr errichtet

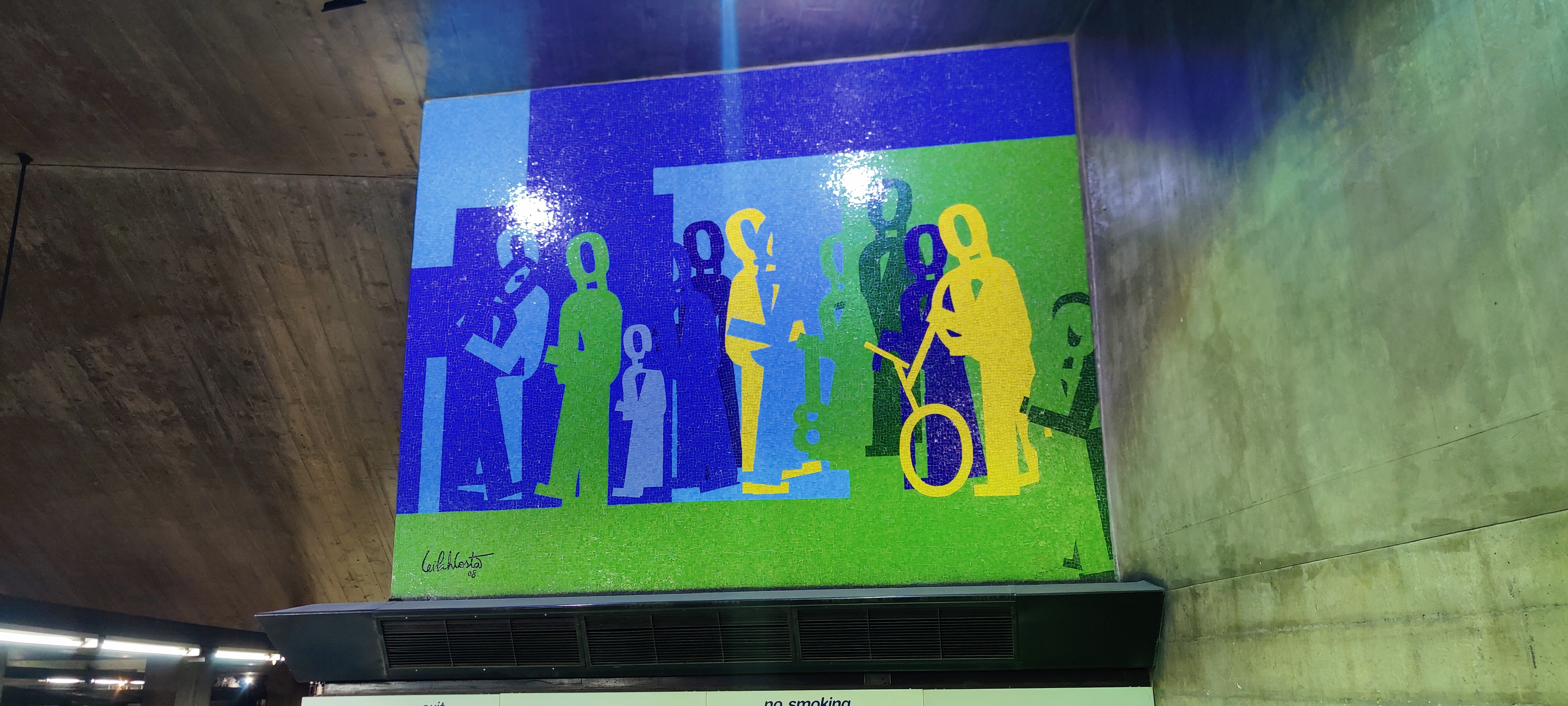
Glasmosaikbild „Gente, Viagem, Mente“ der Künstlerin Leilah Costa (2008)

Der U-Bahnhof Vila Mariana wurde gemeinsam mit den sechs anderen Bahnhöfen der damaligen Linha Norte-Sul zwischen Jabaquara und Vila Mariana am 14. September 1974 eröffnet. Die gesamte Straßenordnung wurden im Zuge des U-Bahnhofes umgestaltet, die darüberliegende Avenida Professor Noé Azevedo entstand er im Zuge des Baus. Der U-Bahnhof Vila Mariana blieb nur für kurze Zeit Endstation, am 17. Februar 1975 wurde die Verlängerung der Strecke bis Liberdade eingeweiht.
Die Architekten Marcelo Accioly Fragelli, Vasco de Melo und João Batista Martinez Corrêa waren für die Planung des U-Bahnhofes verantwortlich, architektonisch dominiert der für die Zeit übliche Sichtbeton den Bahnhof. Der U-Bahnhof erhielt zwei Seitenbahnsteige, darüberliegend ein Zwischengeschoss, wo sich die Zugangssperren und Fahrkartenschalter befinden. Von diesem Zwischengeschoss aus führen vier Zugänge zur Oberfläche, zwei auf westlicher und zwei auf östlicher Seite, die letzteren zu  einem kleinen Busterminal. Insgesamt beträgt die Gesamtfläche des U-Bahnhofes 7190 Quadratmeter.
2008 wurde oberhalb des Seitenbahnsteigs in Richtung Norden (Fahrtrichtung Tucuruvi) das 3,71 × 4,79 Meter große Glasmosaikbild „Gente, Viagem, Mente“ [Menschen, Reisen, Geist] der Künstlerin Leilah Costa angebracht. Über ihr Werk äußert sich die Künstlerin wie folgt: „[...] [Ich] versuche [...], das Umfeld – das Ambiente der U-Bahn – neu zu interpretieren. Dieses ist geprägt von der Abwesenheit von Worten zwischen eiligen, einsamen Passanten, die ein gemeinsames Ziel verfolgen: ihr Ankommen. Oder von Paaren, die diesen Ort zum Versteck ihrer Liebe machen, gequält von der Uhr, die ihnen keine Zeit zum Sprechen lässt. Diese Leere fülle ich mit Bildern menschlicher Körper, die aus alphanumerischen Zeichen bestehen und durch Metaphern einen einsamen Dialog der Körper darstellen.“
Die 2016 vom Landesparlament des Bundesstaates São Paulo verabschiedete Gesetzesvorlage mit dem Ziel den U-Bahnhof zu Ehren des im Alter von 101 Jahren verstorbenen, evangelikalen Pastors Enéas Tognini umzubenennen, verhinderte der damalige Gouverneur des Bundesstaates São Paulo, Geraldo Alckmin, mit seinem Veto. Stattdessen erhielt die Technische Universität Ipiranga (Fatec Ipiranga) den Beinamen des Pastors.
Im Jahr 2023 nutzten durchschnittlich 26.000 Fahrgäste pro Werktag den Bahnhof, womit der Bahnhof zu den weniger genutzten der Linie gehört.

## Einzelnachweise

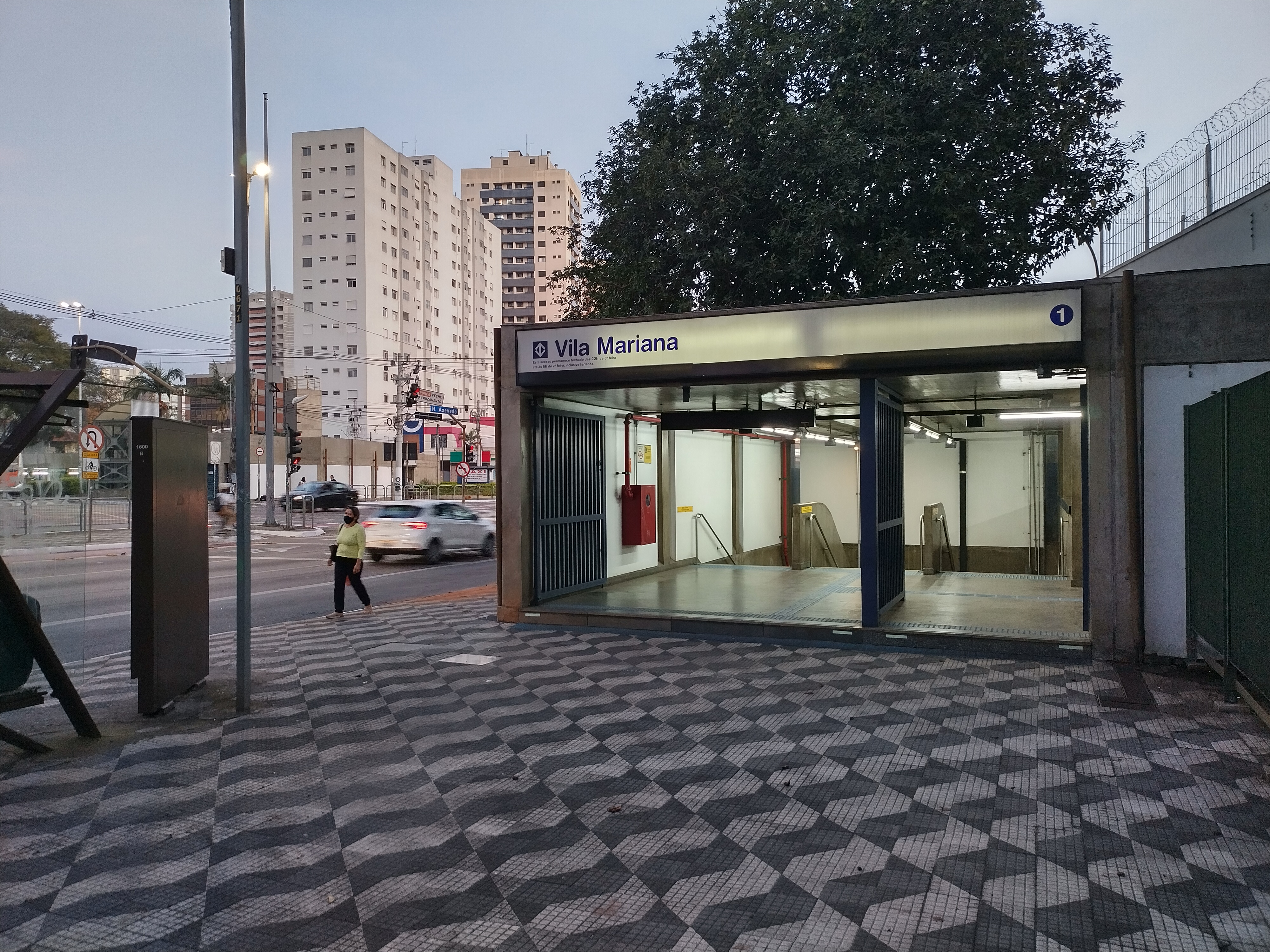
Zugang zum U-Bahnhof Vila Mariana; im Vordergrund das für São Paulo typische Bürgersteigmuster

## Verlauf
| Linie | Verlauf |
| ----- | --- |
|       | Tucuruvi – Parada Inglesa – Jardim São Paulo–Ayrton Senna – Santana – Carandiru – Portuguesa–Tietê – Armênia – Tiradentes – Luz – São Bento – Sé – Japão–Liberdade – São Joaquim – Vergueiro – Paraíso – Ana Rosa – Vila Mariana – Santa Cruz – Praça da Árvore – Saúde – São Judas – Conceição – Jabaquara |